# Open duplicate des Championnats du monde de Scrabble
L'Open des Championnats du monde est un tournoi de Scrabble duplicate qui se déroule généralement en 5 parties en 3 minutes par coup. Il est ouvert à tous les joueurs non qualifiés pour le Championnat du Monde duplicate individuel. Il s'agit généralement du tournoi qui rassemble le plus de joueurs lors de la semaine des Championnats du Monde (record de 771 participants à Montpellier en 2010). Plusieurs autres tournois open duplicate peuvent être organisés pendant les Championnats du Monde, notamment en parallèle des parties de l'Elite. En 2013, à Rimouski, l'Open s'est joué pour la première fois en 7 parties.

## Palmarès

### Années 1974 à 1989
| Année | Vainqueur             | Pays     |
| ----- | --------------------- | -------- |
| 1974  | Nadine Reul           | Belgique |
| 1975  | Hubert Rommens        | Belgique |
| 1976  | Sarah Wolfowicz       | Belgique |
| 1977  | Pierre Desmoulins     | France   |
| 1978  | Jean-François Bescond | France   |
| 1979  | Jean-Paul Faur        | France   |
| 1980  | Willy Koch            | Belgique |
| 1981  | Franck Pluven         | France   |
| 1982  | Philippe Béghin       | France   |
| 1983  | Bruno Pouyanne        | France   |
| 1984  | Michel Pucheault      | France   |
| 1985  | Pierre Perissé        | France   |
| 1986  | Jean-François Bescond | France   |
| 1987  | Bruno Cohen-Bacrie    | France   |
| 1988  | Jean-François Bescond | France   |
| 1989  | Gérard Boccon         | France   |

### 1990 (Dakar, Sénégal)
Top : 4939 points. Nombre de joueurs : 119.
| Rang |                   | Score |          |
| 1    | Yves Lamour       | 4837  | France   |
| 2    | Robert Springer   | 4795  | France   |
| 3    | Dominique Pierret | 4737  | Belgique |

### 1991 (Fleurier, Suisse)
Top : 4456 points. Nombre de joueurs : 350.
| Rang |                       | Score |          |
| 1    | Jean-François Bescond | 4393  | France   |
| 2    | Vincent De Ceuninck   | 4303  | Belgique |
| 3    | Jean-Pierre Kahn      | 4299  | France   |

### 1992 (Hull, Québec)
Top : 4489 points. Nombre de joueurs : 412.
| Rang |                  | Score |        |
| 1    | André Houle      | 4398  | Québec |
| 2    | Laurent Loubière | 4314  | France |
| 3    | Jean Biblocque   | 4296  | France |

### 1993 (Saint-Malo, France)
Top : 4849 points. Nombre de joueurs : 643 (13 N1, 51 N2).
| Rang |                 | Score |        |
| 1    | Nicolas Grellet | 4729  | France |
| 2    | Guy Delore      | 4709  | France |
| 3    | Luc Maurin      | 4695  | France |

### 1994 (Libramont, Belgique)
Top : 4513 points. Nombre de joueurs : 449 (7 N1, 31 N2, 70 N3, 62 N4, 42 N5, 14 N6, 223 NC).
| Rang |                     | Score |        |
| 1    | Jean Biblocque      | 4449  | France |
| 2    | Patrice Boulou      | 4355  | France |
| 3    | Jean-Michel Guizard | 4334  | France |

### 1995 (Ovronnaz, Suisse)
Top : 4706 points. Nombre de joueurs : 335 (3 N1, 33 N2, 36 N3, 101 N4, 63 N5, 47 N6, 55 NC).
| Rang |                 | Score |        |
| 1    | Didier Duluc    | 4536  | France |
| 2    | Bernard Piet    | 4534  | France |
| 3    | Charles Colonna | 4438  | France |

### 1996 (Aix-les-Bains, France)
Top : 4651 points. Nombre de joueurs : 621 (15 N1, 50 N2, 73 N3, 202 N4, 140 N5, 53 N6, 48 NC)
| Rang |                    | Score |        |
| 1    | Jean-Pierre Brelle | 4506  | France |
| 2    | Bernard Piet       | 4471  | France |
| 3    | Michel Pucheault   | 4470  | France |

### 1997 (Saint-Hyacinthe, Québec)
Top : 4971 points. Nombre de joueurs : 494 (3 N1, 12 N2, 24 N3, 80 N4, 98 N5, 83 N6, 194 NC).
| Rang |                 | Score |        |
| 1    | Charles Colonna | 4864  | France |
| 2    | Simon Levasseur | 4762  | Québec |
| 3    | Bruno Boulay    | 4653  | France |

### 1998 (Bruxelles, Belgique)
Top : 4815 points. Nombre de joueurs : 441 (9 N1, 32 N2, 40 N3, 135 N4, 101 N5, 63 N6, 61 NC).
| Rang |                   | Score |          |
| 1    | Sylvie Guillemard | 4741  | France   |
| 2    | Daniel Castelet   | 4671  | Belgique |
| 3    | Stéphane Geeraert | 4646  | France   |

### 1999 (Bulle, Suisse)
Top : 4549 points. Nombre de joueurs : 393 (12 N1, 38 N2, 51 N3, 91 N4, 82 N5, 57 N6, 62 NC).
| Rang |                       | Score |                                  |
| 1    | Didier Kadima         | 4471  | République démocratique du Congo |
| 2    | Jean-Michel Daulouède | 4419  | France                           |
| 3    | Olivier Delaval       | 4416  | France                           |

### 2000 (Paris, France)
Open A - Top : 4621 points. Nombre de joueurs : 465 (17 N1, 48 N2, 58 N3, 145 N4, 124 N5, 45 N6, 28 NC).
| Rang |                | Score |          |
| 1    | Fabien Douté   | 4565  | France   |
| 2    | Yves Brenez    | 4514  | Belgique |
| 3    | Patrice Boulou | 4501  | France   |

Open B - Top : 4893 points. Nombre de joueurs : 453 (12 N1, 38 N2, 62 N3, 159 N4, 107 N5, 50 N6, 25 NC).
| Rang |                | Score |          |
| 1    | Didier Mollard | 4831  | France   |
| 2    | Roger Thiry    | 4809  | Belgique |
| 3    | Didier Gidrol  | 4782  | France   |

La dernière manche de l'open a été jouée ensemble (600 joueurs) par les 300 premiers de chacun des Open A et B après 4 manches.

### 2001 (La Rochelle, France)
Top : 4620 points. Nombre de joueurs : 676 (12 N1, 60 N2, 96 N3, 251 N4, 169 N5, 62 N6, 26 N7).
| Rang |               | Score |          |
| 1    | Guy Dessard   | 4545  | France   |
| 2    | Didier Gidrol | 4526  | France   |
| 3    | Luc Féry      | 4524  | Belgique |

### 2002 (Montréal, Québec)
Top : 4699 points. Nombre de joueurs : 461 (5 N1, 31 N2, 41 N3, 136 N4, 124 N5, 71 N6, 52 N7).
| Rang |                      | Score |        |
| 1    | Christian Coustillas | 4593  | France |
| 2    | Robert Springer      | 4593  | France |
| 3    | Jean-Michel Guizard  | 4488  | France |

### 2003 (Liège, Belgique)
Top : 4521 points. Nombre de joueurs : 576 (12 N1, 42 N2, 82 N3, 168 N4, 159 N5, 79 N6, 34 N7).
| Rang |                 | Score |        |
| 1    | Jean-Yves Costa | 4435  | France |
| 2    | Alain Tachet    | 4422  | France |
| 3    | Michel Pialat   | 4402  | France |

### 2004 (Marrakech, Maroc)
top : 4415 points. Nombre de joueurs : 200 (7 N1, 16 N2, 24 N3, 47 N4, 52 N5, 26 N6, 28 N7).
| Rang |                   | Score |        |
| 1    | Sylvie Guillemard | 4277  | France |
| 2    | Claudie Jeffredo  | 4258  | France |
| 3    | Claude Ferber     | 4239  | France |

### 2005 (Neuchâtel, Suisse)
Top : 4593 points. Nombre de joueurs : 411 (13 N1, 31 N2, 48 N3, 113 N4, 113 N5, 74 N6, 19 N7).
| Rang |                  | Score |        |
| 1    | Rémy Poulat      | 4508  | France |
| 2    | Didier Gidrol    | 4502  | France |
| 3    | Daniel Petitjean | 4476  | France |

### 2006 (Tours, France)
Top : 4250 points. Nombre de joueurs : 690 (23 N1, 55 N2, 90 N3, 265 N4, 177 N5, 45 N6, 35 N7).
| Rang |                | Score |        |
| 1    | Claude Masbou  | 4228  | France |
| 2    | Hervé Mollard  | 4202  | France |
| 3    | Édouard Lebeau | 4197  | France |

### 2007 (Québec, Québec)
Top : 4522 points. Nombre de joueurs : 467 (13 N1, 16 N2, 38 N3, 111 N4, 143 N5, 117 N6, 19 N7).
| Rang |                       | Score |          |
| 1    | Sylvie Guillemard     | 4465  | France   |
| 2    | Jean-François Bescond | 4459  | France   |
| 3    | Guy de Bruyne         | 4374  | Belgique |

### 2008 (Dakar, Sénégal)
Top : 4286 points. Nombre de joueurs : 166 (8 N1, 9 N2, 10 N3, 33 N4, 39 N5, 15 N6, 52 N7).
| Rang |                     | Score |        |
| 1    | Sylvie Guillemard   | 4180  | France |
| 2    | Brigitte Delhom     | 4140  | France |
| 3    | Jean-François Ramel | 4065  | France |

### 2009 (Mons, Belgique)
Top : 4731 points. Nombre de joueurs : 473 (10 N1, 27 N2, 53 N3, 112 N4, 131 N5, 96 N6, 44 N7).
| Rang |                    | Score |        |
| 1    | Anthony Clémenceau | 4665  | France |
| 2    | Michèle Montesinos | 4590  | France |
| 3    | Alexander Guilbert | 4579  | France |

### 2010 (Montpellier, France)
Top : 4596 points. Nombre de joueurs : 771 (29 N1, 70 N2, 100 N3, 247 N4, 218 N5, 77 N6, 31 N7).
| Rang |                     | Score |        |
| 1    | Alexander Guilbert  | 4544  | France |
| 2    | Jean-Michel Guizard | 4488  | France |
| 3    | Éric Douillet       | 4459  | France |

### 2011 (Montreux, Suisse)
Top : 4720 points. Nombre de joueurs : 327 (10 N1, 24 N2, 40 N3, 108 N4, 95 N5, 33 N6, 17 N7).
| Rang |                  | Score |        |
| 1    | Jérôme Kollmeier | 4675  | France |
| 2    | Yves Lamour      | 4617  | France |
| 3    | Rémy Poulat      | 4607  | France |

### 2012 (Montauban, France)
Top : 4551 points. Nombre de joueurs : 455 (6 N1, 24 N2, 57 N3, 156 N4, 152 N5, 49 N6, 11 N7).
| Rang |                     | Score |        |
| 1    | Joel Arnollet       | 4448  | France |
| 2    | Pascal Séguier      | 4438  | France |
| 3    | Jean-Michel Guizard | 4429  | France |

### 2013 (Rimouski, Québec)
Top : 6307 points. Nombre de joueurs : 425.
| Rang |                      | Score |        |
| 1    | Eric Nagode          | 5971  | France |
| 2    | Marie-Claude Derosne | 5886  | France |
| 3    | Christiane Fèvre     | 5883  | France |

### 2014 (Aix-les-Bains, France)
Top : 4794 points. Nombre de joueurs : 548.
| Rang |                     | Score |          |
| 1    | Alain Berckmans     | 4716  | Belgique |
| 2    | Laurent Dauvilliers | 4711  | France   |
| 3    | Olivier Saul        | 4656  | France   |